# Cantonul Guillestre
Cantonul Guillestre este un canton din arondismentul Briançon, departamentul Hautes-Alpes, regiunea Provence-Alpes-Côte d'Azur, Franța.

## Comune
- Ceillac
- Eygliers
- Guillestre (reședință)
- Mont-Dauphin
- Réotier
- Risoul
- Saint-Clément-sur-Durance
- Saint-Crépin
- Vars